# ビゥボアルヂ・ブラジル
『ビゥボアルヂ・ブラジル』(Billboard Brasil) はブラジルの音楽雑誌。2009年10月10日に4万部で創刊し、ブラジル最大の図書取次会社である Dinap を通じて全国で販売されている。この誌面とウェブサイトに掲載される「ビルボード」チャートは、ブラジルの公式チャートとみなされている。

## 内容
紙面の6割はブラジル国内で制作され、残りは国際版から翻訳されたものである。
『ビゥボアルヂ・ブラジル』は米『ビルボード』誌の基本フォーマットを踏襲しており、国内・国外の音楽に関して、記事とチャートを「ブラジル・ホット100」と「ビゥボアルヂ200」という形で掲載している。チャートは Crowley Broadcast Analysis の調査に基づいて作成される。同社は全国 265 のラジオ局をモニターし、『ビゥボアルヂ』誌の創刊前から音楽業界にランキング情報を提供していた。米『ビルボード』誌との提携は、ロシア、トルコに続いて3ヶ国目になる。

## チャート
『ビゥボアルヂ』誌のチャートは、Crowley/Music Media が14の都市から収集した放送データを基にしており、ブラジルの公式チャートとみなされている。総合チャートは Brasil Hot 100 Airplay であり、それはさらに次のようなチャートにカテゴリ分けされる。
- Brasil Hot 100 Airplay - 総合チャート。
- Brasil Hot Pop Songs - 国内および国外のポップスのチャート。
- Brasil Hot Popular Songs - forró, Axé, sertanejo, pagode の各ジャンルのチャート。
- Brasil Hot Regional - 都市別のチャート。
  - Belo Horizonte Hot Songs - ベロオリゾンテ
  - Brasília Hot Songs - ブラジリア
  - Campinas Hot Songs - カンピーナス
  - Curitiba Hot Songs - クリチバ
  - Goiânia Hot Songs - ゴイアニア
  - Fortaleza Hot Songs - フォルタレザ
  - Porto Alegre Hot Songs - ポルト・アレグレ
  - Recife Hot Songs - レシフェ
  - Ribeirão Preto Hot Songs - リベイラン・プレト
  - Rio de Janeiro Hot Songs - リオデジャネイロ
  - Salvador Hot Songs - サルヴァドール
  - São Paulo Hot Songs - サンパウロ

## 歴史
『ビゥボアルヂ・ブラジル』は2009年9月に米『ビルボード』誌の編集長 Bill Werde が立ち上げた。彼はブラジル音楽への敬意を表明し、同誌はブラジル国内の市場をモニターすることになるだろうと述べた。
初回チャートのトップはビヨンセの「ヘイロー」だった。創刊号の表紙は、ブラジルで最も成功したアーティストであるロベルト・カルロスだった。2010年5月、Zezé Di Camargo & Luciano の "Tapa na Cara" が国内アーティストの曲として初めて総合チャートのトップとなり、その前の6ヶ月はマライア・キャリーによるフォリナーの "I Want to Know What Love Is" のカヴァーが6ヶ月連続でトップを維持していた。